# Campolongo al Torre
Campolongo al Torre ist eine Fraktion der italienischen Gemeinde Campolongo Tapogliano in der Region Friaul-Julisch Venetien. Campolongo al Torre liegt 29 km südlich von Udine. Campolongo al Torre verlor 2009 den Gemeindestatus nach Fusion mit Tapogliano zur Gemeinde Campolongo Tapogliano.